# 舒崑山
舒崑山（15世紀—16世紀），字楚瞻，號青山，湖廣黃州府麻城縣人，明朝政治人物。

## 生平
舒崑山是成化十三年（1477年）丁酉科舉人，成化二十年（1484年）登甲辰科進士，獲授主事、轉員外郎、郎中，外任建昌知府，正德三年（1508年）陞浙江布政使司右參政，次年（1509年）再陞為廣東右布政使，到六年（1511年）改陝西左布政使，當年任延綏巡撫，但兩年後（1513年）被彈劾，自陳年老請求退休。
舒崑山在政事以外也擅長文章，當時很多金石碑銘都出自他手。

## 引用
1. 1 2  民國《麻城縣志·卷九·耆舊志一》：舒崑山，字楚瞻，幼奇穎，成化甲辰進士，累官副都御史，所至有政績。能文章，一時金石之作多出其手。 《明一統志》
2. ↑  民國《麻城縣志·卷八上·選舉志一》：（成化）十三年 丁酉（舉人）……舒崑山……二十年 甲辰（進士）……舒崑山 副都御史
3. ↑  《明武宗毅皇帝實錄·卷三十五》：（正德三年二月甲戌）陞山西按察司副使馮清為甘肅行太僕寺卿，湖廣按察司僉事杜馴為陝西行太僕寺少卿，浙江僉事陳璘為陝西苑馬寺少卿，江西建昌府知府舒崑山、山東青州府知府彭桓俱為布政司右參政，崑山浙江，桓陝西。
4. ↑  《明武宗毅皇帝實錄·卷五十七》：（正德四年十一月）丙寅陞浙江布政司右參政舒崑山為廣東右布政使……
5. ↑  《明武宗毅皇帝實錄·卷七十二》：（正德六年二月）戊戌陞廣東右布政使舒崑山為陝西左布政使……
6. ↑  《明武宗毅皇帝實錄·卷七十九》：（正德六年九月）辛亥陞陝西左布政使舒崑山為都察院右副都御史廵撫延綏……
7. ↑  《明武宗毅皇帝實錄·卷一百一》：（正德八年六月庚子）召廵撫延綏、都察院右副都御史舒崑山還，以言官論劾也。故事凡廵撫被劾取回，無至京者，崑山猶覬本院蒞任，臺中譁然拒之，吏部亦久不擬補，乃自陳年勞乞休致，有旨令暫歸，俟有員缺仍用之。
8. ↑  《問津院志·卷五·先正》：舒崑山，字楚瞻，麻城人，幼奇穎，成化甲辰進士，官郎中，知建昌府，晉廣東參政、布政，擢副都御史，所至有政績，尤能文章，一時碑碣多出其手。
9. ↑  《古今圖書集成·明倫彙編·氏族典·第六十二卷》：舒崑山 按《麻城縣志》：崑山，字楚瞻，青丘山人，因號青山。幼奇穎，成化進士，授主事員外郎中，知建昌府，陞參政布政，擢副都御史。所至有政績，能文章，一時碑碣，多出其手。